# 石倉三郎のどーん!と土曜ワイド
石倉三郎のどーん!と土曜ワイド(いしくらさぶろうのどーん!とどようわいど)は1996年10月5日から、1998年12月26日まで放送されていた、文化放送のラジオ番組。

## 番組内容
12年半の長きに渡って続いた『伊東四朗のあっぱれ土曜ワイド』が終了。後番組として開始した。パーソナリティの石倉三郎は、ラジオのレギュラーは本番組が初めてであった。ラジオドラマのコーナーでは、様々な土地の名物、名所を織り込み、役柄を変えて、石倉が一人芝居を演じていた。

## パーソナリティ
- 石倉三郎[2][3]

## アシスタント
- 磯野貴理子[2][3]
- 中村ゆう子

## リポーター
- 太田英明（文化放送アナウンサー）
- ブッチャーブラザーズ
- 俵山栄子

## タイムテーブル
- 9:00 - オープニング
- 9:10 - 温故知新
- 9:30 - どーん!と美味しいショータイム
- 9:45 - ラジオショッピング
- 9:55 - 交通情報・天気予報
- 10:00 - 文化放送ニュース
- 10:05 - サブちゃんのよろづ相談
- 10:25 - 土曜日気になる太田の行動クイズ・出題
- 10:35 - どーん!と伝言板
- 10:40 - 石倉総合研究所
- 10:50 - 交通情報・天気予報
- 11:00 - どーん!と特集 歌の娯楽館
- 11:30 - 土曜日気になる太田の行動クイズ・種明かし
- 11:40 - 日通 世界の街かど
- 11:45 - 染之助・染太郎のビバ!シルバー
- 11:55 - 交通情報
- 12:00 - 文化放送ニュース
- 12:10 - 味な話
- 12:20 - おしゃれ達人
- 12:30 - どーん!と耳寄り話 〜プレゼントコーナー
- 12:35 - 町内人気クイズ・あなたチャンスです!
- 12:50 - 交通情報
- 12:55 - エンディング
（※1997年10月当時[4][5]）